# Benoît Thévenet
Pour les articles homonymes, voir Thévenet.
 (juin 2018).
Benoît Thevenet, né en 1972, est un journaliste, animateur et rédacteur en chef français.

## Biographie
Fils d'un médecin généraliste, Benoît Thevenet est diplômé de l'École de journalisme et de communication de Marseille et détenteur d'une maîtrise d'histoire.
Il était le complice des médecins Marina Carrère d'Encausse et Michel Cymes sur France 5 dans l'émission Le Magazine de la santé, dont il était le rédacteur en chef de 2002 à 2018, et dans Allô Docteurs.
Il a longtemps travaillé chez 17 juin Média, une entreprise de production audiovisuelle et agence de presse appartenant au groupe NEWEN qu'il a également dirigé depuis 2018.
Depuis février 2021, il est devenu Directeur Général Adjoint chez NEWEN France pour la partie documentaires et magazines.